# ملعب التاجيات الدولي
ملعب التاجيات الدولي هو ملعب كرة القدم قيد الإنشاء يقع في التاجي شمال بغداد في العراق، وسيكون جزءًا من مجمع رياضي بسعة 60 ألف مقعد.

## التاريخ
في عام 2012 وقع عقد مع الشركة الايرانية بلند بايه لتنفيذ المشروع بكلفة 64 مليار دينار. ويقع المشروع شمال العاصمة بغداد على أرض مساحتها 572 دونم، إذ يحتوي على ملعب رئيسي يتسع إلى 60 الف متفرج، وملعب ثانوي يتسع إلى 2000 متفرج، وثلاث ملاعب تدريب سعة 500 متفرج، وثلاث قاعات رياضية متعددة الألعاب، فضلاً عن فندق سعة 70 غرفة، وحدائق ومرائب للسيارات، وغيرها من المنشآت الأخرى، ويحتوي الملعب الرئيسي على 17 بوابة، اربعة منها رئيسة، ويحيطه سياج بطول 5 كيلو متر. توقف العمل في المشروع عام 2014 بسبب عدة مشكلات.
في 24 شباط 2024 استئنف العمل من جديد بعد توقف دام 10 سنوات بسبب المشاكل الادارية والقانونية. وبعد الاتفاق على مبالغ قطع الغيار وحساب كلفة الاندثار وفرق العملة حيث بلغت كلفة المشروع الجديدة 230 مليار دينار.